# Tricyphona simplicistyla
Tricyphona (Tricyphona) simplicistyla là một loài ruồi trong họ Pediciidae. Chúng phân bố ở vùng sinh thái Nearctic.